# Cylindromyia aurohumera
Cylindromyia aurohumera är en tvåvingeart som först beskrevs av Fritz Isidore van Emden 1945.  Cylindromyia aurohumera ingår i släktet Cylindromyia och familjen parasitflugor.
Artens utbredningsområde är Sudan. Inga underarter finns listade i Catalogue of Life.